# Jan (książę Lüneburga)
Jan (ur. ok. 1242 r., zm. 13 grudnia 1277 r.) – książę Brunszwiku i Lüneburga wspólnie z bratem Albrechtem od 1252 r., po podziale w 1267 r. samodzielny książę Lüneburga, z dynastii Welfów.

## Życiorys
Jan był synem księcia Brunszwiku i Lüneburga Ottona I Dziecięcia oraz Matyldy, córki margrabiego Brandenburgii Albrechta II. Po śmierci ojca objął tron książęcy w jego państwie wraz z bratem Albrechtem. Początkowo małoletni, znajdował się pod opieką brata, do realnych współrządów został dopuszczony po uznaniu za dorosłego w 1257 r. W 1267 r. zażądał podziału księstwa, podczas którego otrzymał jego północną część z Lüneburgiem (gdzie już wcześniej koncentrował swoją działalność). Akt ten zapoczątkował trwały podział księstwa brunszwicko-lüneburskiego, a Jan uznawany jest za założyciela starego domu lüneburskiego dynastii Welfów.
W 1273 r. przyznał monopol handlu solą miastu Lüneburg, co stanowiło znaczący impuls dla jego rozwoju. Przyznawał też przywileje innym miastom, m.in. Hanowerowi. Pozyskał od hrabiów Schwerina ważne tereny z Uelzen, które pozwoliły mu powiększyć i skonsolidować terytorium swojego księstwa.
Jan był żonaty od 1265 r. z Liudgardą, córką hrabiego Holsztynu Gerarda I. Z małżeństwa tego pochodził syn i następca Jana, Otto II Surowy oraz cztery córki: Matylda, Elżbieta, Agnieszka i Helena.